# Matilde Lundorf
Matilde Lundorf Skovsen (Nottingham, 19 gennaio 1999) è una calciatrice danese, difensore del Vålerenga.

## Carriera

### Club
Calcisticamente cresciuta nel settore giovanile dello Skovbakken, nel 2015 si è trasferita in Francia per giocare una stagione con la formazione under 19 del Paris Saint-Germain. Nel 2016 ha fatto ritorno in Danimarca allo Skovbakken, che nel frattempo si era fuso con l'Aarhus assumendone il nome.
Nell stagione 2017-2018 ha fatto il suo esordio in Elitedivisionen e ha segnato la sua prima rete in carriera (il 21 settembre 2017 nella vittoria per 4-0 contro l'Odense); in totale ha giocato tutte le partite di campionato, chiuso in quinta posizione. Nell'annata successiva ha nuovamente disputato tutte le partite di campionato, questa volta però senza mai andare a segno.
Nel 2019 ha sottoscritto il suo primo contratto professionistico, accordandosi con gli inglesi del Brighton & Hove; durante la stagione ha però trovato poco spazio, scendendo in campo in sole otto partite di Super League e tre di League Cup, segnando una rete.
Nel 2020 è stata ingaggiata dagli italiani della Juventus. Con la società torinese ha vinto per due volte il campionato italiano, per due volte la Supercoppa italiana e per una volta la Coppa Italia.
Il 31 gennaio 2023 ha lasciato la Juventus per tornare in Danimarca per giocare all'HB Køge. Qui, nella seconda parte della stagione, contribuisce a conquistare il titolo di Campione di Danimarca al suo club, maturando 10 presenze in campionato.
Durante la successiva sessione estiva di calciomercato viene annunciato il suo ritorno in Italia, firmando un contratto con il Como andando così a rafforzare il reparto difensivo del club lariano per la stagione 2023-2024.

## Statistiche

### Presenze e reti nei club
Statistiche aggiornate al 5 agosto 2025.
| Stagione          | Squadra           | Campionato        | Campionato | Campionato | Coppe nazionali | Coppe nazionali | Coppe nazionali | Coppe internazionali | Coppe internazionali | Coppe internazionali | Altre coppe | Altre coppe | Altre coppe | Totale | Totale |
| Stagione          | Squadra           | Comp              | Pres       | Reti       | Comp            | Pres            | Reti            | Comp                 | Pres                 | Reti                 | Comp        | Pres        | Reti        | Pres   | Reti   |
| ----------------- | ----------------- | ----------------- | ---------- | ---------- | --------------- | --------------- | --------------- | -------------------- | -------------------- | -------------------- | ----------- | ----------- | ----------- | ------ | ------ |
| 2017-2018         | VSK Aarhus        | E                 | 24         | 1          | CD              | ?               | ?               | -                    | -                    | -                    | -           | -           | -           | 24+    | 1+     |
| 2018-2019         | VSK Aarhus        | E                 | 24         | 0          | CD              | ?               | ?               | -                    | -                    | -                    | -           | -           | -           | 24+    | 0+     |
| Totale VSK Aarhus | Totale VSK Aarhus | Totale VSK Aarhus | 48         | 1          | -               | ?               | ?               | -                    | -                    | -                    | -           | -           | -           | 48+    | 1+     |
| 2019-2020         | Brighton & Hove   | WSL               | 8          | 0          | WFC+WLC         | 0+3             | 0+1             | -                    | -                    | -                    | -           | -           | -           | 11     | 1      |
| 2020-2021         | Juventus          | A                 | 19         | 1          | CI              | 1               | 0               | UWCL                 | 0                    | 0                    | SI          | 1           | 0           | 21     | 1      |
| 2021-2022         | Juventus          | A                 | 16         | 0          | CI              | 5               | 0               | UWCL                 | 10                   | 0                    | SI          | 2           | 0           | 33     | 0      |
| 2022-gen. 2023    | Juventus          | A                 | 5          | 0          | CI              | 1               | 0               | UWCL                 | 2                    | 0                    | SI          | 1           | 0           | 9      | 0      |
| Totale Juventus   | Totale Juventus   | Totale Juventus   | 40         | 1          | -               | 7               | 0               | -                    | 12                   | 0                    | -           | 4           | 0           | 63     | 1      |
| gen.-giu. 2023    | HB Køge           | ED                | 10         | 0          | CD              | -               | -               | UWCL                 | -                    | -                    | -           | -           | -           | 10     | 0      |
| 2023-2024         | Como              | A                 | 24         | 0          | CI              | 0               | 0               | -                    | -                    | -                    | -           | -           | -           | 24     | 0      |
| 2024-2025         | Napoli            | A                 | 25         | 1          | CI              | 3               | 0               | -                    | -                    | -                    | -           | -           | -           | 28     | 1      |
| ago.-dic. 2025    | Vålerenga         | TP                | 1          | 0          | CN              | -               | -               | UWCL                 | -                    | -                    | -           | -           | -           | 1      | 0      |
| Totale carriera   | Totale carriera   | Totale carriera   | 156        | 3          | -               | 13+             | 1+              | -                    | 12                   | 0                    | -           | 4           | 0           | 185+   | 4+     |

### Presenze e reti in nazionale
| Cronologia completa delle presenze e delle reti in nazionale ― Danimarca | Cronologia completa delle presenze e delle reti in nazionale ― Danimarca | Cronologia completa delle presenze e delle reti in nazionale ― Danimarca | Cronologia completa delle presenze e delle reti in nazionale ― Danimarca | Cronologia completa delle presenze e delle reti in nazionale ― Danimarca | Cronologia completa delle presenze e delle reti in nazionale ― Danimarca | Cronologia completa delle presenze e delle reti in nazionale ― Danimarca | Cronologia completa delle presenze e delle reti in nazionale ― Danimarca |
| Data                                                                     | Città                                                                    | In casa                                                                  | Risultato                                                                | Ospiti                                                                   | Competizione                                                             | Reti                                                                     | Note                                                                     |
| ------------------------------------------------------------------------ | ------------------------------------------------------------------------ | ------------------------------------------------------------------------ | ------------------------------------------------------------------------ | ------------------------------------------------------------------------ | ------------------------------------------------------------------------ | ------------------------------------------------------------------------ | ------------------------------------------------------------------------ |
| 16-2-2022                                                                | Lagos                                                                    | Danimarca                                                                | 0 – 1                                                                    | Italia                                                                   | Algarve Cup 2022                                                         | -                                                                        | 60’                                                                      |
| 12-6-2022                                                                | Wiener Neustadt                                                          | Austria                                                                  | 1 – 2                                                                    | Danimarca                                                                | Amichevole                                                               | -                                                                        | 66’                                                                      |
| Totale                                                                   |                                                                          | Presenze                                                                 | 2                                                                        |                                                                          | Reti                                                                     | 0                                                                        |                                                                          |

## Palmarès

### Club
- Campionato italiano: 2

Juventus: 2020-2021, 2021-2022
- Supercoppa italiana: 2

Juventus: 2020, 2021
- Coppa Italia: 1

Juventus: 2021-2022
- Campionato danese: 1

HB Køge: 2022-2023